# Augustine Mahlonoko
Augustine Mahlonoko (* 17. August 2001 in Sebokeng, Gauteng) ist ein südafrikanischer Fußballspieler auf der Position eines offensiven Mittelfeldspielers.

## Karriere
Augustine Mahlonoko wurde am 17. August 2001 im Township Sebokeng im Süden der südafrikanischen Provinz Gauteng geboren. Noch in jungen Jahren wurde er von den Verantwortlichen der Augusto Palacios Apprentice Academy, der Fußballakademie des Peruaners Augusto Palacios, entdeckt und in weiterer Folge an der Akademie des südafrikanischen Erstligisten Orlando Pirates aufgenommen. Hier durchlief der junge Mittelfeldakteur im Laufe der Jahre sämtliche Nachwuchsspielklassen und zeigte zuletzt durch konstant gute Leistungen in der U-17-Mannschaft, mit der er unter anderem das Nachwuchsfußballturnier Gauteng Future Champs gewann, auf. Nachdem er langsam an die Herrenmannschaft herangeführt worden war und zuletzt im Frühjahr 2018 bei der Project-X-Tour des Vereins durch Brasilien überzeugte, schaffte er zu Beginn der Saison 2018/19 den Sprung in den Herrenkader.
Bereits beim ersten Saisonspiel, einem 1:1-Remis gegen Highlands Park, kam Mahlonoko unter Trainer Milutin Sredojević zu einem Kurzeinsatz, als er kurz vor Spielende für Maliele Vincent Pule eingewechselt wurde. Damit war er mit 16 Jahren und 352 Tagen der jüngste eingesetzte Spieler der Orlando Pirates in der Geschichte der Premier Soccer League und übertraf den etwa ein Jahr zuvor von Lyle Foster aufgestellten Rekord, der bei seinem ersten PSL-Spiel 17 Jahre und 12 Tage alt war. In zwei der nachfolgenden vier Meisterschaftsspiele im August kam der Nachwuchsspieler abermals zu Kurzeinsätzen in der höchsten Fußballliga des Landes. Danach gehörte er wieder vorrangig der Akademie an und besucht nebenbei die Katleho Impumelelo Secondary School, an der er voraussichtlich im Jahre 2019 seinen Abschluss macht und danach ein Studium am Sedibeng TVET College anstrebt. Des Weiteren tritt Gaga, so der Rufname des jungen Offensivtalents, als Kapitän der Reservemannschaft des Klubs mit Spielbetrieb in der MultiChoice Diski Challenge in Erscheinung. Im Oktober 2018 wurde er, wie bereits sein Teamkollege Lyle Foster ein Jahr zuvor, von The Guardian zu den weltweit 60 besten Nachwuchstalenten seines Jahrgangs gewählt.